# 6-я воздушно-десантная бригада
6-я воздушно-десантная бригада (6-я вдбр) — воинское соединение вооружённых сил СССР, принимавшее участие в Великой Отечественной войне.
Боевой период: 11 июля – 19 ноября 1941 года.

## История формирования
Бригада сформирована в Киевском Особом военном округе в Первомайске на базе 234-й стрелковой дивизии в мае 1941 года и вошла в состав 3-го воздушно-десантного корпуса. Штаб бригады размещался на окраине города.
За 4 дня до войны командир корпуса Василий Афанасьевич Глазунов провёл с командирами и штабами 6-й и 212-й бригад тактическое учение по теме «Захват важного объекта в тылу врага и удержание его до подхода главных сил».
К концу июля части группы армий «Юг» достигли Киевского укреплённого района, где захватили аэродром и посёлок Жуляны в пригороде Киева. Командующий Юго-Западным фронтом М. П. Кирпонос с целью проведения контрудара ввёл в бой 3-й воздушно-десантный корпус.
Первой вступила в бой 6-я воздушно-десантная бригада. Жолудев принял решение: двумя батальонами атаковать прорвавшиеся части противника с фронта, другими двумя ударить по флангам, окружить и уничтожить противника на аэродроме Жуляны. 6 августа утром Жолудев отдал приказ атаковать и в результате удара бригады аэродром и посёлок были освобождены. В тот же день немецкие части контратаковали позиции десантников. В ходе одной из атак группа немецких автоматчиков прорвалась к КП бригады. Собрав офицеров штаба и комендантский взвод, Жолудев организовал оборону и атака была отбита. В бою Жолудев был ранен, но остался в строю.
Утром следующего дня из левого фланга 6-й бригады в бой вступила 212-я воздушно-десантная бригада полковника И. И. Затевахина, вечером — 5-я воздушно-десантная бригада полковника А. И. Родимцева.
С 8 по 12 августа немецкие части неоднократно атаковали позиции 3-го воздушно-десантного корпуса, в результате чего им удалось овладеть аэропортом, но на рассвете 13 августа корпус перешёл в наступление, в ходе которого немецкие части были отброшены от Киева на 15 километров. За эти бои Жолудев был награждён орденом Красной Звезды.
В конце августа корпус был передислоцирован на реку Сейм севернее Конотопа с целью отражения удара 2-й танковой группы. В начале сентября полковник Жолудев был назначен на должность командира 212-й воздушно-десантной бригады.
7 сентября части 2-й танковой группы пытались с ходу форсировать реку, но все его атаки были отражены. 9 сентября после немецкой 5-часовой артиллерийской и авиационной подготовки началась атака танков противника. Отражение атаки немцев продолжалось до вечера, когда корпус отошёл в Лизогубовский лес. Объединённые Жолудевым части корпуса начали рейды на деревни в тылу противника. 17 сентября был получен приказ о выходе корпуса из окружения. Пройдя с боями около 200 километров, он выбрался из окружения и 29 сентября занял оборону на правом фланге 40-й армии. В тот же день Жолудев был отозван в Москву.
1 октября Жолудев был назначен на должность командира 1-го воздушно-десантного корпуса, который понёс большие потери в боях и недавно был выведен в резерв.

## Боевой состав
Состав на 1 июня 1941 года по штатам №№ 04/123 — 04/127:
- управление бригады (в/ч 4000);
- 1-й парашютно-десантный батальон (в/ч 3459);
- 2-й парашютно-десантный батальон (в/ч 3479);
- 3-й парашютно-десантный батальон (в/ч 3499);
- 4-й парашютно-десантный батальон (в/ч 3519);
- отдельный артиллерийский дивизион (в/ч 3539);
- школа младшего командного состава (в/ч 3559);
- отдельная разведывательная самокатная рота (в/ч 3579);
- отдельная зенитно-пулемётная рота (в/ч 3599);
- отдельная рота связи (в/ч 3620);
- 3-е отделение штаба бригады (в/ч 3639)[2].

## Командование бригады

### Командиры бригады
- Жолудев Виктор Григорьевич (03.1941 — 08.1941), подполковник
- Шафаренко Павел Менделевич (09.1941 — 11.1941), майор

### Начальники штаба
- Шафаренко Павел Менделевич (20.05.1941—09.1941), майор